# Нарн
Нарн (на английски: Narn) е измислена извънземна раса от научнофантастичния сериал Вавилон 5. Известни представители на тази раса са Джи Кар, На'Тот, Та Лон, Джи Стен и др.

## Родна планета
Планетата Нарн се намира на около десет светлинни години от станцията Вавилон 5. Преди окупацията от страна на Република Сентари тя е била зелен и плодороден свят. Впоследствие Сентарите експлоатират и разграбват планетата, превръщайки я в червена пустиня. В началото на сериала посланик Джи Кар споделя с командир Синклер, че народът му е успял да възстанови малка част от някогашната растителна среда на Нарн. След края на войната със Сентарите от втория сезон на продукцията, планетата отново се превръща в безжизнена пустош, а жителите и са принудени да живеят под земятя.

## Биологични характеристики
Нарните са гущеро-подобни същества с хуманоиден външен вид. Кожата им е оранжева на черни петна и нямат косми по тялото си. Очите на Нарните са яркочервени, а около тях са разположени две широки кухини. Расата е една от малкото цивилизации в сериала, които не разполагат със свои собствени телепати. Джи Кар отдава това на слабия телепатичен ген, но истината по този въпрос е разкрита в епизода от третия сезон наречен „Ship Of Tears“ / „Кораб на сълзите“.